# Palats "Oekrajina" (metrostation)
Palats "Oekrajina" (Oekraïens: Палац "Україна", ⓘ) is een station van de metro van Kiev. Het station maakt deel uit van de Obolonsko-Teremkivska-lijn en werd geopend op 30 december 1984. Het metrostation bevindt zich onder de Tsjervonoarmiejska voelytsja (Straat van het Rode Leger), ten zuiden van het stadscentrum. Zijn naam dankt het station aan de nabijgelegen concertzaal Palats "Oekrajina" (Paleis "Oekraïne"). Tot 1991 werd het Tsjervonoarmiejska genoemd, naar de bovenliggende straat.
Het station is zeer diep gelegen en beschikt over een perronhal die van de sporen wordt gescheiden door met rode mozaïeken versierde arcades. De wanden langs de sporen zijn bekleed met wit-geel marmer. Op een wand aan het einde van de centrale hal beeldt een mozaïek een Oekraïense revolutionair uit. De toegangen tot het station bevinden zich op de kruising van de Velika Vasylkivska voelytsja en de Voelytsja Telmana. Een toegangsgebouw heeft het metrostation niet, de stationshal ligt ondergronds.